# Aeroportul Gol
Aeroportul Gol (IATA: GLL, ICAO: ENKL) este un aeroport din Comuna Gol, Buskerud, Norvegia ce deservește zona Comuna Gol. A fost numit după zona deservită.
Situat la o altitudine de 829 m, aeroportul dispune de 1 pistă.

## Infrastructură

### Piste
Aeroportul dispune de o singură pistă. Pista 11/29 are suprafața de Iarbă. 